# 张荣顺
张荣顺（1963年1月—），男，汉族，福建南靖人，中华人民共和国政治人物，北京大学法学硕士，第十三届全国人大代表。曾任中央人民政府驻澳门特别行政区联络办公室副主任，现任中央纪委国家监委驻最高人民法院纪检监察组组长、最高人民法院党组成员。中国共产党第二十届中央纪律检查委员会委员。

## 生平
1986年进入国务院港澳事务办公室工作。2006年调入全国人大常委会香港基本法委员会、澳门基本法委员会任研究室主任。2013年获任命为全国人大常委会法制工作委员会副主任、香港基本法委员会副主任、澳门基本法委员会副主任。2018年6月调任澳门中联办副主任。2022年10月任中央纪委国家监委驻最高人民法院纪检监察组组长、最高人民法院党组成员。

## 部分言論
在北京清華大學一場與參加《基本法》全港校際問答比賽學習團的100名香港小學生的交談會上，席間有一名小學生問张荣顺“香港回歸50年後會是什麼樣子？”，张荣顺回应说：“很多大學生都向我問同一問題，我說這個問題不應該問我，應該我來問你……到2047年時，你們大約40歲，到時是你們話事的。2047後要怎麼樣，這個問題，應該要看你們了”。
他又稱“五十年不變”是一個形象的說法，指五十年之內不能變，五十年之後不需要變；而“一國兩制”方針如得到全國人民包括香港市民的擁護，誰想改變它也改變不了。《基本法》是花四年八個月時間起草的憲制性法律，經過香港各界及內地不斷討論，不能輕易修改。
张荣顺在另一講座中提到香港回歸後是國家的組成部分，指縱使從沒到過內地但參與建設香港的人，也是國家建設者。
2018年初，時值全国人大常委会剛通過在廣深港高速鐵路香港段西九龍站內地口岸區實施「一地兩檢」的《合作安排》，張榮順稱一地兩檢安排「完全是維護香港發展利益的需要，是便利香港居民的措施」，並指出這份合作安排是在同一個國家的兩個出入境管制區之間的合作安排，而香港和內地均是國家的出入境管制區，並且是屬於中央政府處理涉及香港事務的「國家行為」。他引用《基本法》第19條指出香港特區法院對國防、外交等國家行為無管轄權的條文，說明特區法院對「國家行為無管轄權，就是不得質疑這些行為的合法性」。張榮順還批評部分香港法律界精英將合作安排問題政治化，製造迷霧以此無端指責人大常委會決定，認為是他們本質上不理解、不願意及抗拒接受中國憲法、《基本法》確立之憲制秩序和香港已納入國家法律體系的實情，不接受人大決定和挑戰人大權力。